# Mistrz rzemiosła
Mistrz rzemiosła – tytuł zawodowy uzyskany na egzaminie zawodowym, potwierdzony dyplomem, poświadczający umiejętności, doświadczenie i wykształcenie zawodowe w dziedzinie rzemiosła, w różnych zawodach rzemieślniczych. Tytuł mistrza, do dzisiaj używany w rzemiośle, ma kilkusetletnią tradycję. Zawsze używa się go w zestawieniu z konkretnym zawodem, np. mistrz stolarstwa, mistrz złotnictwa, mistrz cukiernictwa.
Mistrza dawniej nazywano z niemiecka majstrem (łac. magister, niem. Meister, ang. master, fr. maitre, wł. maestro).
Dyplom mistrzowski (niem. Meisterbrief) potwierdza najwyższe kwalifikacje zawodowe w rzemiośle, uzyskane po zdaniu egzaminu zawodowego teoretycznego i praktycznego przed komisją egzaminacyjną w izbie rzemieślniczej.

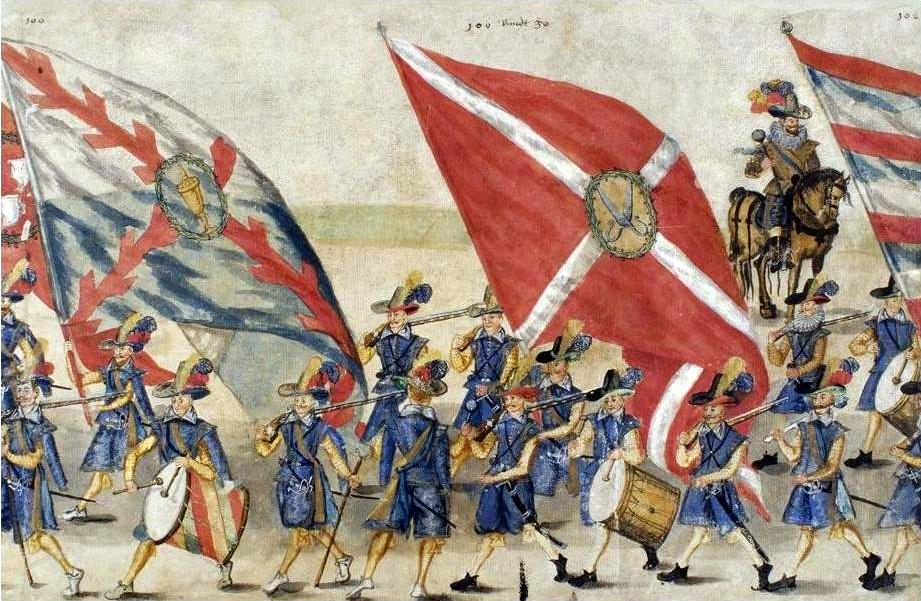
Milicje cechów krakowskich, fragment Rulonu polskiego (rolki sztokholmskiej), Balthasar Gebhardt, ok. 1605, gwasz na pergaminie

## Kompetencje zawodowe mistrza rzemiosła
Przyszły mistrz lub mistrzyni powinni posiadać doświadczenie zawodowe i kupieckie w wybranym zawodzie rzemieślniczym. Mistrz powinien być jednocześnie:
- fachowcem znającym cały proces powstawania wyrobu lub usługi, najnowsze technologie stosowane w zawodzie i najlepsze materiały,
- kompetentnym nauczycielem zawodu, który jest w stanie nauczyć swoich uczniów i pracowników technik wykonywania rzemiosła i zasad współpracy w grupie,
- przedsiębiorcą mogącym osobiście zarządzać pracą zakładu rzemieślniczego, prowadzić zespół pracowników, odpowiadać za bieżącą sprzedaż usług lub wyrobów i planować rozwój przedsięwzięcia.

Umiejętności mistrza pozwalają na prowadzenie samodzielnej lub rodzinnej działalności gospodarczej, gdzie właściciel jest jednocześnie dyrektorem, wykonawcą produktu lub usług i sprzątaczem, na prowadzenie mikro- i małego przedsiębiorstwa z pracownikami i uczniami (do 50 lub więcej zatrudnionych) lub na zarządzanie działem produkcji, usług w większym przedsiębiorstwie.
Zgodnie z Ustawą o rzemiośle tytuł mistrza może być uzyskany przez osobę, która spełnia warunki dopuszczenia do egzaminu mistrzowskiego, posiada odpowiedni staż i wykształcenie oraz przedstawi wymagane do egzaminu dokumenty.

## Wymagania do egzaminu mistrzowskiego
Na egzaminie teoretycznym wymagana jest wiedza z całego zakresu umiejętności wybranego zawodu, mistrzowska znajomość technologii, maszynoznawstwa i materiałoznawstwa zawodowego.
Trzeba wykazać się wiedzą z zakresu następujących tematów:
- rachunkowość zawodowa wraz z kalkulacją,
- dokumentacja działalności gospodarczej,
- rysunek zawodowy,
- zasady bezpieczeństwa i higieny pracy oraz ochrony przeciwpożarowej,
- podstawowe zasady ochrony środowiska,
- podstawowe przepisy prawa pracy,
- podstawowa problematyka z zakresu podejmowania działalności gospodarczej i zarządzania przedsiębiorstwem,
- podstawy psychologii i pedagogiki,
- metodyka nauczania.Spotkanie i procesja dolnośląskich mistrzów rzemiosła w tradycyjnych strojach cechowych z okazji Kongresu Eucharystycznego we Wrocławiu, 1997

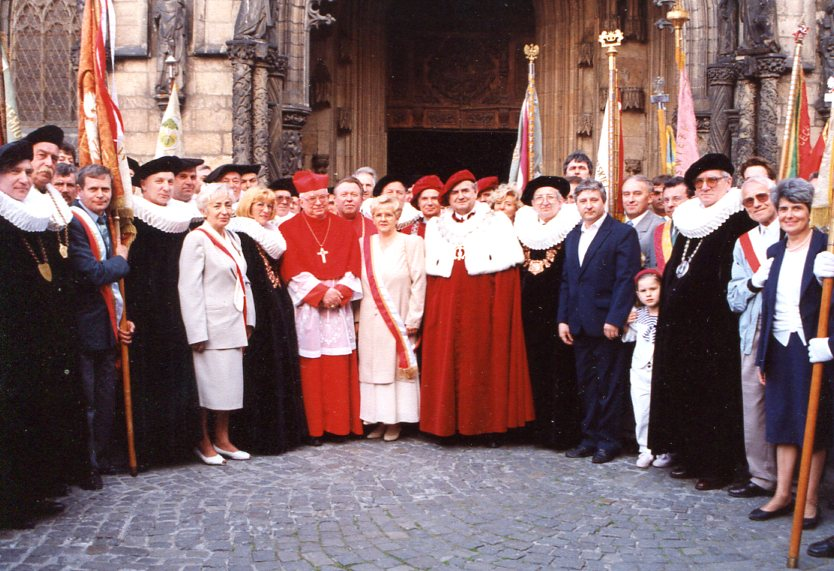
Spotkanie i procesja dolnośląskich mistrzów rzemiosła w tradycyjnych strojach cechowych z okazji Kongresu Eucharystycznego we Wrocławiu, 1997

Na egzaminie praktycznym, wykonywanym u pracodawcy lub w warsztatach szkoleniowych, trzeba wykonać w określonym czasie sztukę mistrzowską (dawniej majstersztyk).
Tytuł mistrzowski potwierdza wysokie kwalifikacje zawodowe rzemieślnika i jest uznawany w Unii Europejskiej. Wymagany jest przy nauczaniu zawodowym nieletnich w systemie nauki rzemieślniczej, a także jako dowód kwalifikacji dla uczestników komisji egzaminacyjnych. Dyplom mistrzowski daje prawo do uczestnictwa w pracy wielu organów gospodarczego samorządu rzemiosła, takich jak cechy, izby rzemieślnicze i Związek Rzemiosła Polskiego
Współcześnie w wielu organizacjach samorządu rzemieślniczego kontynuuje się tytuły dawnego rzemiosła cechowego.
Na czele cechu stoi wybierany przez członków organizacji cechmistrz – starszy cechu. Jego zastępcą jest podstarszy cechu. Do zarządu powołuje się zazwyczaj także sekretarza cechu.

## Mistrz Rzemiosł Artystycznych

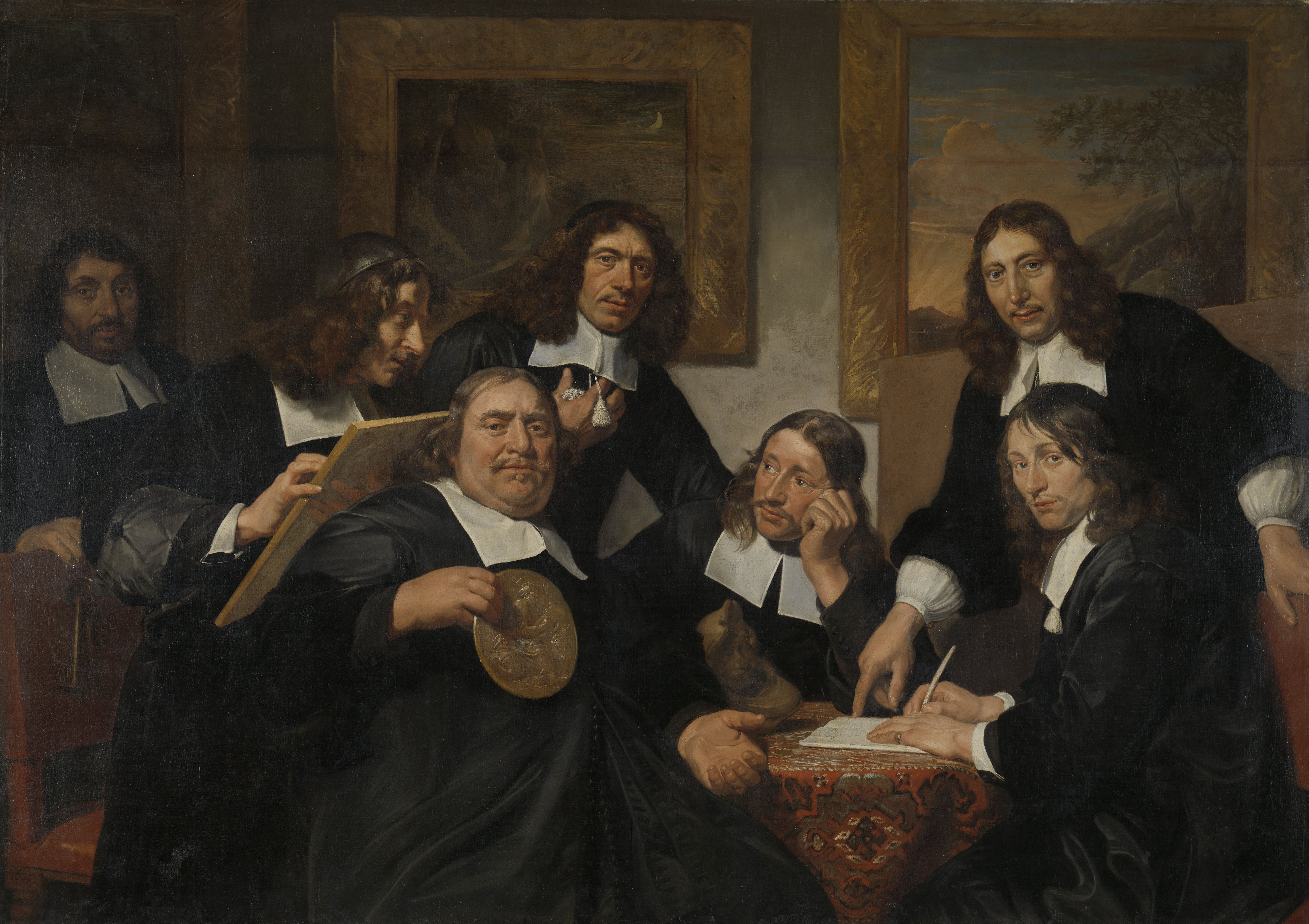
Mistrzowie Bractwa św. Łukasza w Haarlem, 1675, autor Jan de Bray

Mistrz Rzemiosł Artystycznych – tytuł honorowy i dyplom mistrzowski przyznawany od 2013 roku przez Ministra Kultury i Dziedzictwa Narodowego wybitnym rzemieślnikom artystom, jest kontynuacją idei wyróżnienia nagrodą państwową najlepszych mistrzów z grupy rzemiosł artystycznych. Wcześniejszy, podobny tytuł Mistrz Rzemiosła Artystycznego był przyznawany w latach 1978–1990.

## Dawni mistrzowie
Dawni mistrzowie, rzadko starzy mistrzowie (niem. alte Meister) – określenie anonimowych, wybitnych twórców malarstwa i rzeźby od XIV do XVIII wieku, używane w tradycyjnych nazwach zbiorów sztuki (Gemäldegalerie Alte Meister w Dreźnie). Obecnie określenie „starzy mistrzowie” używane jest raczej w poezji, w tym przekładach literackich. Natomiast samo określenie „mistrz” spotykane jest najczęściej w połączeniu z wybitnym dziełem sztuki (Mistrz Pięknej Madonny Toruńskiej, Mistrz Flory, Mistrz Kart do Gry), lub nazwą miejscową (Mistrz z Naumburga, Mistrz z Moulins).
Wiele z dawnych sztuk pięknych, takich jak malarstwo, rzeźba, architektura, muzyka, taniec, pieśń, a także chirurgia, medycyna czy aptekarstwo, było zaliczanych do zawodów rzemieślniczych i nawet ich najlepsi przedstawiciele (viri virtuosi) bywali wcześniej czeladnikami, później zaś – po zdaniu egzaminu cechowego – mistrzami.

## Mistrz małodobry

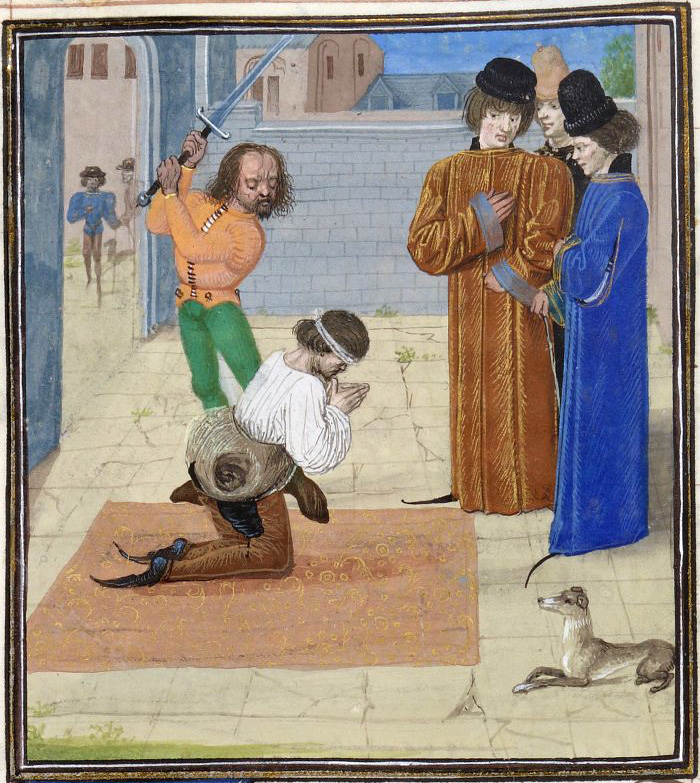
egzekucja Roberta Tresiliana, ilustracja w Chronicques, Jean Froissart, XV wiek

Wykonawcę wyroków śmierci, okaleczenia, męczenia, czyli tortur nazywano w dawnej Polsce po prostu mistrzem. Kaci tak jak inni rzemieślnicy mieli swój cech, gdzie uczyli się rzemiosła, wyzwalali na czeladników i zdawali egzamin mistrzowski. Z wprawnego mistrza i jego wyszkolonej czeladzi słynął Biecz na Pogórzu, gdzie w górach działało sporo opryszków, a złapani rozbójnicy służyli zapewne jako materiał szkoleniowy. Pisał o mistrzu małodobrym Sebastian Klonowic w roku 1600 w Worku judaszowym; ..A sędzia dekretem nakaże: Małodobry skarz go tam jako prawo każe, A nad prawo nic nie czyń...

## Mistrz – historia tytułu
Po raz pierwszy słowo „magister” na określenie stopnia naukowego wyższego od bakałarza pojawia się w polskich dokumentach w XIII wieku. Pierwotnie miało ono związek z zawodem notariusza, a od początku XIV wieku także z profesjami rzemieślniczymi. Zapewne początkowo taki tytuł dodawany przy konkretnym zawodzie wskazywał na funkcje pełnione przez danego rzemieślnika w radzie miasta i w cechu oraz na prawo do nauki i egzaminowania zawodowego. Przykładem wczesnego zastosowania tej nomenklatury jest krakowska zapiska z roku 1316 w sprawie nieruchomości, która dotyczy mistrza Mikołaja, budowniczego machin (magistro Nycolao Vngaro machinatori).
Istniały także (niezależnie od systemu rzemiosła) wysokie urzędy dworskie mistrzów, magistrów, np. kuchmistrza (magister coquinae, magister culinae) od 1352 r. i ochmistrza (magister curiae) od 1366 czy miejskie, np. burmistrza (magister civium) w Krakowie od 1396, niezwiązane z zawodami rzemieślniczymi.
Od końca XIV wieku pojawiają się pierwsze spisy krakowskich mistrzów cechowych, związane z corocznymi wyborami na funkcję cechmistrza lub starszego cechu. Używana jest w nich formuła „mistrzowie starsi” – magistri seniores, ale także rozdzielnie „mistrzowie” lub „starsi”.
W małych i większych miastach polskich prawo cechowe, nazywane dawniej wilkierzem, różniło się w szczegółach. Na jego kształt (obok dawcy przywileju) miały wpływ rada cechu, rada miejska, prywatni właściciele miast. Stąd skład samorządu cechowego i jego kadencja, nazwy, funkcje, obowiązki i obyczaj starszyzny były różne i zmienne w czasie.

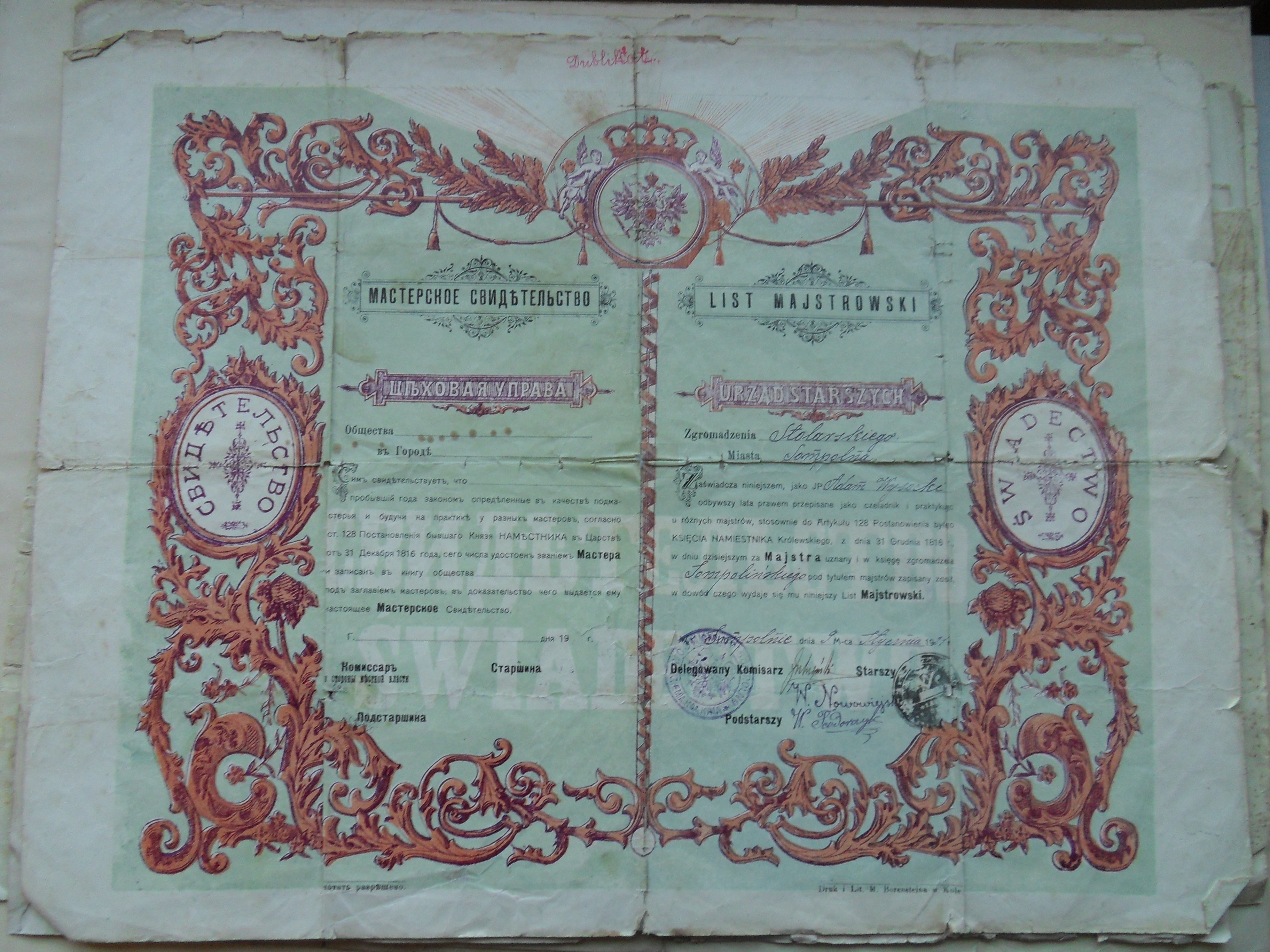
Dyplom mistrzowski Adama Wysockiego stolarza z Sompolna 1921

Mistrzowie mieli obowiązek zrzeszać się we własnych zawodowych cechach mistrzów (czeladnicy w bractwach lub cechach czeladzi), byli zapisani do księgi mistrzów i pełnili w tych cechach różne funkcje.

### Cechmistrz
Cechmistrz, starszy cechu (magister lub senior contubernium), był wybierany na roczną kadencję, w czasach późniejszych zaś na kadencję trzyletnią. W cechach łączonych wybierano do czterech cechmistrzów. Cechmistrz występował w podwójnej funkcji jako kierownik swojego cechu i jako urzędnik władzy publicznej.
Szef cechu zarządzał wraz z radą majątkiem cechowym, przedsiębiorstwami prowadzonymi przez cech, przechowywał skrzynkę cechową, zwoływał zgromadzenia mistrzów i im przewodniczył.
Jako urzędnik nadzorował jakość wyrobów wykonywanych przez członków cechu, kontrolował konkurencję partaczy lub cechów sąsiednich i sprawował sądy i egzaminy w obrębie cechu.

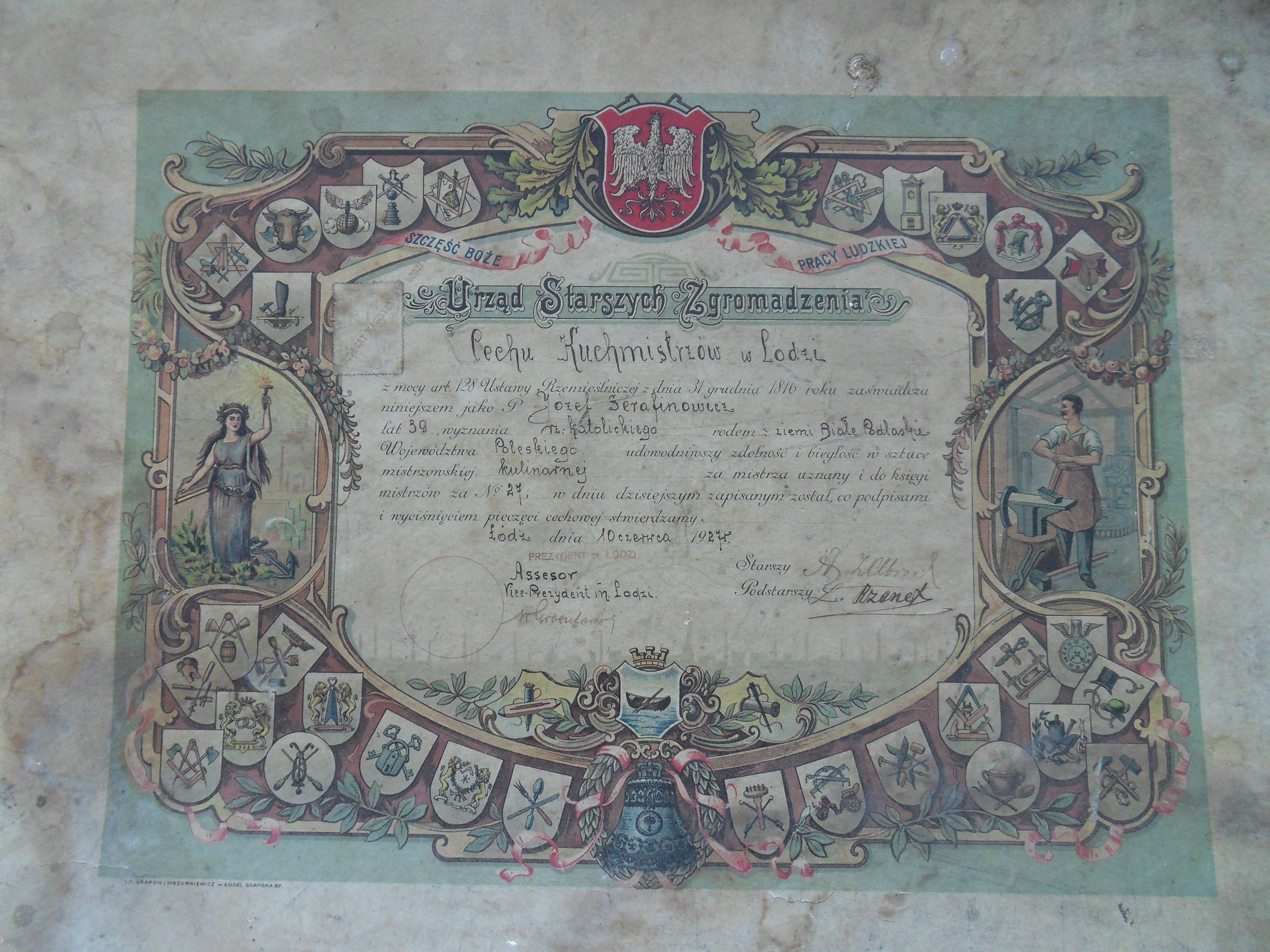
List mistrzowski kuchmistrza Józefa Serafinowicza z Łodzi 1927

Na cechach i cechmistrzach spoczywał także obowiązek wojskowy. Musieli oni utrzymywać zbrojownię w przydzielonej cechowi bramie czy wieży, kupować i naprawiać uzbrojenie, pilnować wyszkolenia wojskowego, wysyłać uzbrojonych rzemieślników do ochrony transportu miejskiego, wozów skarbnych czy nawet asystować przy egzekucjach.
W cechach naczelnych wybierano także niekiedy starszych ziemskich (niem. Landaltester) z pobliskich miast, zbyt małych, żeby powstały w nich wyspecjalizowane cechy i skąd cech naczelny przyjmował mistrzów inkorporowanych lub przymówionych.

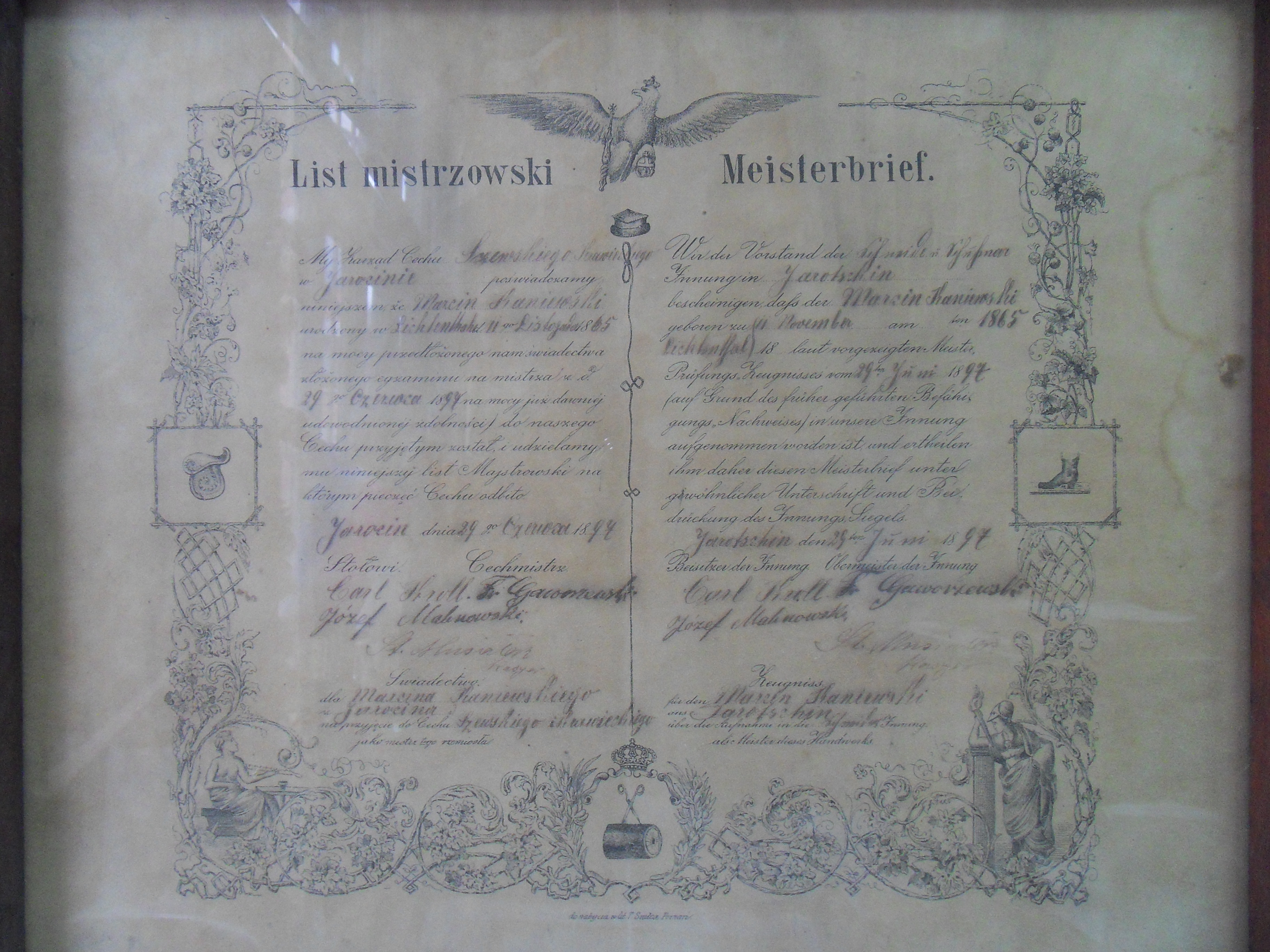
List mistrzowski szewca Marcina Kaniewskiego z Jarocina 1897

Podstarszy cechu, nazywany przybocznym, uczestniczył w radzie cechu i sprawował funkcje starszego z jego pełnomocnictwa lub w wypadku zawieszenia funkcji cechmistrza przez magistrat.

### Mistrz stołowy
W przypadku mistrzów stołowych, inaczej stolników (łac. dapifer contubernium, niem. Tischmeister), statuty cechowe nie przewidywały ani ich liczby, ani kadencji. Byli powoływani przez starszych mistrzów do rady i opinii przy załatwianiu spraw cechowych w tym sądu cechowego, więc ich kadencja kończyła się z kadencją starszych. Na mistrzów stołowych byli obierani starsi doświadczeni rzemieślnicy i liczono się z ich opinią.

### Mistrzowie starsi – starszyzna cechu
Starsi mistrzowie (seniores contubernium) – do starszyzny cechowej, czyli rady cechu, należeli ci mistrzowie, których kiedykolwiek wybrano na starszego cechu. Nazywano ich także przysięgłymi (iurati), bo przysięgali przed radą miejską.

### Pisarz cechowy
Pisarze cechowi, scriptores contubernium prowadzili korespondencję cechu, zapisywali księgi cechowe, wystawiali listy, dokumenty cechowe. Na pisarzy wybierano poważanych mistrzów, najprawdopodobniej na okres kadencji starszych cechu.

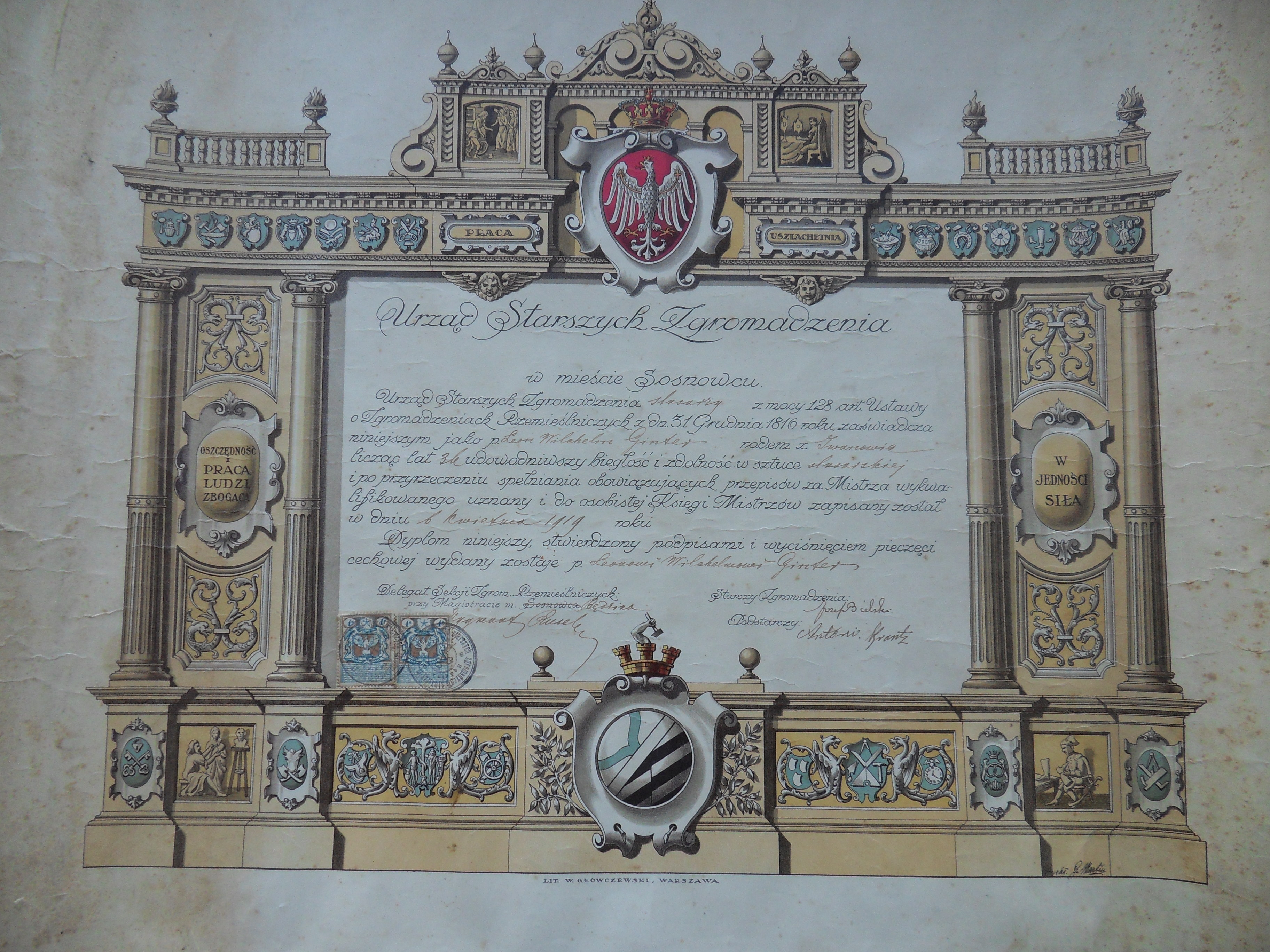
Dyplom mistrzowski Leona Wilhelma Gintera z Sosnowca 1919

### Mistrz młodszy
Młodsi mistrzowie najczęściej nowo przyjęci do cechu pełnili funkcje pomocnicze, wykonywali polecenia starszych i władz miejskich, chodzili z cechą by zwołać posiedzenia cechowe, kontrolowali domy czy warsztaty partaczy, konfiskowali lub niszczyli ich wyroby, nadzorowali związki czeladników. Młodszymi mistrzami bywały także kobiety, wdowy po mistrzach, które mogły powierzyć swoje funkcje płatnym zastępcom.

### Mistrz inkorporowany
Mistrzowie inkorporowani pochodzili z innych, mniejszych miejscowości, położonych na terytorium działania cechu naczelnego i musieli dla uzyskania zdolności przemysłowej (prowadzenia firmy) należeć poza własnym cechem do cechu naczelnego, opłacać tam składki i wypełniać prawo cechowe, co nie zapewniało im jednak prawa do działalności usługowej i handlowej poza miejscem jej prowadzenia.

### Mistrz przymówiony
Mistrzowie przymówieni wywodzili się z innych miejscowości, położonych na terytorium działania cechu naczelnego, gdzie nie było cechów zależnych i ich przynależność do cechu naczelnego pozwalała im na podjęcie i prowadzenie działalności rzemieślniczej.

### Mistrz wolny
Nienależący do cechu. Było to możliwe w przypadku niektórych zawodów (np. we Wschowie młynarzy) osiadłych na wolnościach. Literatura niemiecka podaje, że wolnych mistrzów dopuszczano, by złamać blokowanie dostępu do cechu przez władze cechowe.

### Mistrzowa wdowa
Wdowy po mistrzach były w sytuacji uprzywilejowanej i korzystały z ulgowego przyjęcia na mistrza, co dotyczyło także ich nowo poślubionych partnerów. Niezależnie od zdobycia przez nie prawa mistrzowskiego, mogły prowadzić firmę na własny rachunek i zachować wiele uprawnień mistrzowskich, w tym prawo zatrudniania czeladników i szkolenia uczniów. Nie mogły jednak przyjmować uczniów i ich wyzwalać. Przepisy cechowe skłaniały owdowiałe kobiety, chcące zachować firmę i status majątkowy, do poślubienia nowych mężów, także czeladników.

## Egzamin mistrzowski w dawnej Polsce

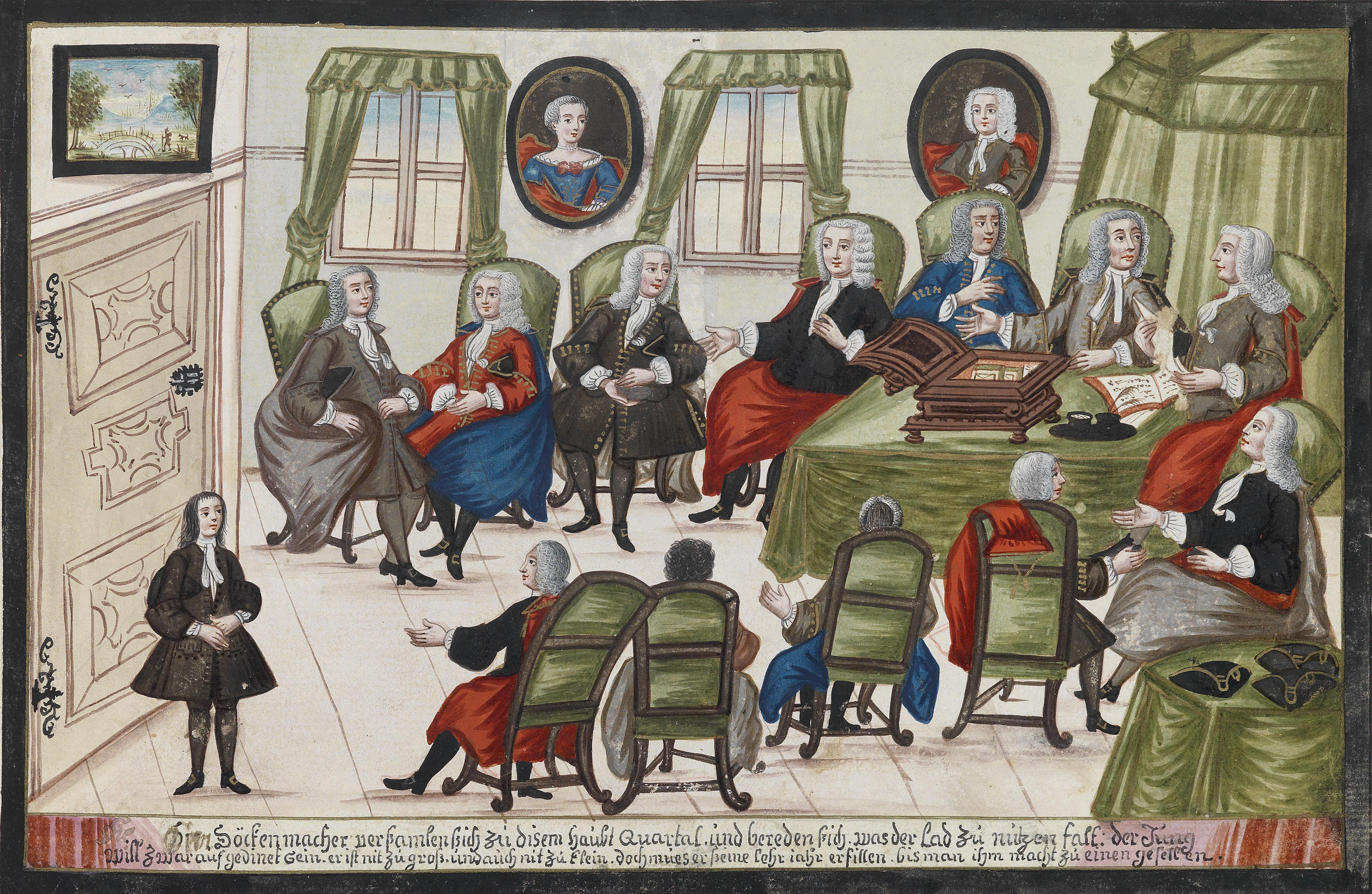
Zgromadzenie cechowe rogożników wiedeńskich, Johann Franz Hörmannsperger, 1736, w zbiorach Dorotheum

Towarzysz rzemiosła, czyli wyzwolony czeladnik po latach stażu i najczęściej obowiązkowej wędrówce, mógł zdać egzamin mistrzowski w miejscu, do którego zaprowadziły go praktyki, gdzie były korzystne warunki pracy i zarobku. Prawo przystąpienia do egzaminu uzyskiwał po przedstawieniu świadectwa dobrego urodzenia (z legalnego związku małżeńskiego), świadectwa moralności, dokumentów z wyzwolenia i wędrówki. Duże znaczenia miały również takie czynniki jak majątek, odpowiednie zachowanie, wyznanie czy pochodzenie etniczne.
Kandydaci na mistrza musieli przed komisją cechową złożyć majstersztyk – sztukę mistrzowską (jedną lub kilka), którą oceniali komisarze. W XV wieku te oceny bywały bardzo surowe. W czasie lub po kontroli w niektórych cechach kandydat musiał uraczyć komisję napitkami i wystawić ucztę. Czasem jednak mógł się uwolnić od poczęstunku za odpowiednią opłatą.
Po uzyskaniu pozytywnego wyniku z egzaminu kandydat na mistrza musiał przyjąć prawo miejskie i wnieść stosowną opłatę do magistratu.
Później przyszły mistrz dla uzyskania zdolności przemysłowej powinien zapisać się do cechu, po złożeniu odpowiedniej opłaty za prawo mistrzowskie. Po opłaceniu wpisywano nowotnego mistrza do księgi mistrzów. Opłatę przyjmowano w gotówce i naturze, czasem mogło to być nawet piwo, wypijane później na uczcie mistrzowskiej. Poczęstunek (uczta mistrzowska) odbywał się po przyjęciu kandydata na mistrza i często bywał bardziej kosztowny od innych opłat. Dopiero po wydaniu uczty nowy mistrz zyskiwał pełne prawa cechowe.
Z ulgowych warunków przyjęcia do cechu korzystały rodziny mistrzów, wdowy i dzieci mistrzów, nazywane masełkami. Osoby te zwalniano z majstersztyku i oceniano pobłażliwie.
W wielu cechach kandydat na mistrza musiał posiadać narzeczoną lub żonę. W wypadku narzeczeństwa obowiązywał dokładny termin zawarcia ślubu, inaczej cechy nakładały podatek kawalerski nazywany bykowym. Kandydatki na żony mistrzów musiały być uczciwe, zrodzone z prawego łoża i musiały być dziewicami. W literaturze niemieckiej opisywano, że ten ostatni warunek badali po ślubie starsi cechowi w obecności młodszych mistrzów.